# Syn cyrku
Syn cyrku (ang. A Son of the Circus) – ósma powieść amerykańskiego pisarza Johna Irvinga, wydana w 1994 roku przez wydawnictwo Random House. Książka porusza tematykę homoseksualizmu i transseksualizmu. Traktuje o poszukiwaniu siebie - zarówno w aspekcie płciowości, jak i religii czy z patriotyzmu.
Książka zawiera kilka przeplatających się fabuł. W Bombaju i okolicach dochodzi do serii morderstw, a ich rozwiązaniem zajmuje się inspektor policji, którego żona jest jednym ze świadków. Morderca grozi przybranemu synowi głównego bohatera, Farrokha Daruwalli.
W Polsce została po raz pierwszy wydana w 1996 roku nakładem wydawnictwa Muza w przekładzie Zbigniewa Batko. Wydanie liczyło 740 stron (ISBN 83-7079-522-6). Została wznowiona przez wydawnictwo Prószyński i S-ka w 2003; wydanie to liczyło 688 stron (ISBN 83-7337-289-X).